# قوند آلیشان
قِوُند آلیشان (به ارمنی: Ղևոնդ Ալիշան) با نام غسل تعمیدی کِیروپ آلیشیانیان پتروس-مارگاری (به ارمنی: Քերովբե Ալիշանյան Պետրոս–Մարգարի) (زاده ۶ ژوئیه ۱۸۲۰ – درگذشته ۹ نوامبر ۱۹۰۱) شاعر، لغت‌شناس، تاریخ‌نگار، جغرافیدان و مترجم ارمنی که از سال ۱۸۳۸ عضو جماعت مخیتاریست، ونیز بود.

## زندگی
در ۱۸ ژوئیه [سبک قدیمی: ۶ ژوئیه] ۱۸۲۰ در کنستانتینوپل به دنیا آمد. تحصیلات ابتدایی را در بین سال‌های ۱۸۳۰ تا ۱۸۳۲ در مدرسه محلی چالخیان گذراند و سپس تحصیلات خویش را بین سال‌های ۱۸۳۲ تا ۱۸۴۱ در مدرسه مخیتاریست ونیز ادامه داد. بعدها در بین سال‌های ۱۸۴۱ تا ۱۸۵۰ و ۱۸۶۶ تا ۱۸۷۲ به عنوان آموزگار و از ۱۸۴۸ به عنوان مدیر در کالج موراد-رافائلیان، بین سال‌های ۱۸۵۹ تا ۱۸۶۱ به عنوان آموزگار در hy:Սամուել-Մուրատ վարժարան و بین سال‌های ۱۸۴۹ تا ۱۸۵۱ به عنوان ویراستار در en:Bazmavep به فعالیت پرداخت. از سال ۱۸۷۲ تمام وقت خویش را وقف فعالیت‌های علمی نمود. در سال ۱۸۸۶ نشان لژیون دونور از سوی فرهنگستان فرانسه به وی اهدا گردید. قوند آلیشان از سال ۱۸۹۷ عضو افتخاری و دکتر آکادمی فلسفه ینا بود. وی همچنین عضو آکادمی علوم ایتالیا و روسیه بود. وی در نوامبر ۲۲ [سبک قدیمی: نوامبر ۹] ۱۹۰۱ درگذشت و در «جزیره لازار مقدس» ونیز به خاک سپرده شد.

## کتابشناسی
- «Շիրակ» (شیراک) ۱۸۸۱
- «Սիսուան» (سیسوان) ۱۸۸۵
- «Այրարատ» (آیرارات) ۱۸۹۰
- «Սիսական» (سیساکان) ۱۸۹۳
- «Հայապատում» (تاریخ ارمنیان). ۱۹۰۱، ونیز
- «Շնորհալի եւ պարագայ իւր» (تاریخ ارمنیان). ۱۸۷۳، ونیز

## یادداشت
1. ↑  Չալըխյան վարժարան

## تصاویر

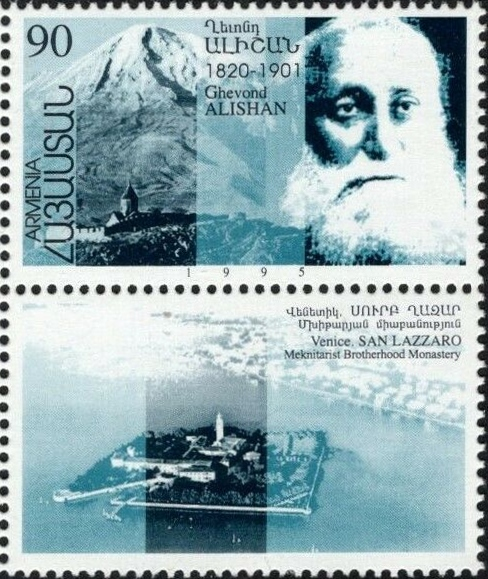
تمبر یادبود قوند آلیشان (۱۹۹۵)
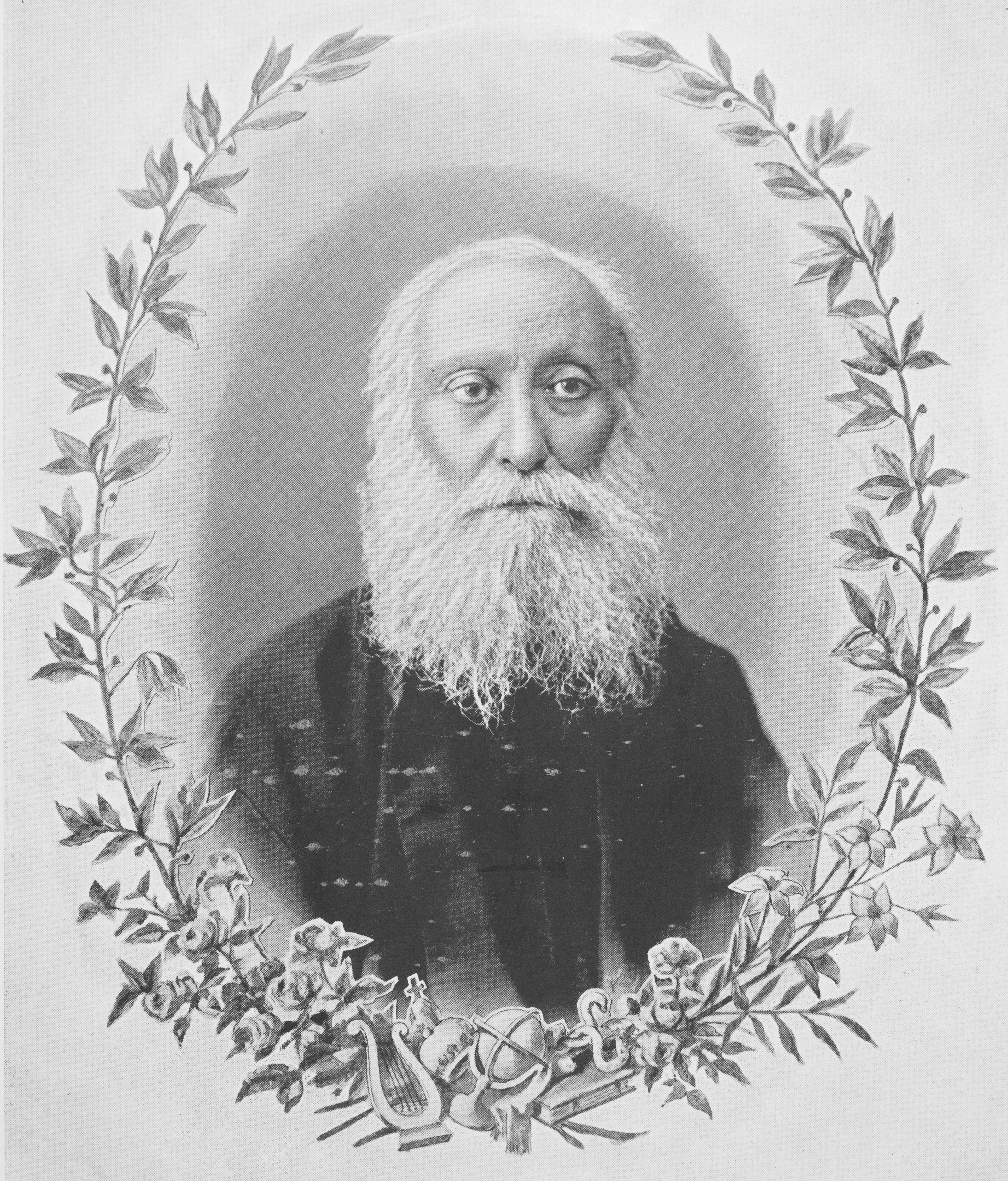
پرتره قوند آلیشان (۱۹۰۱)
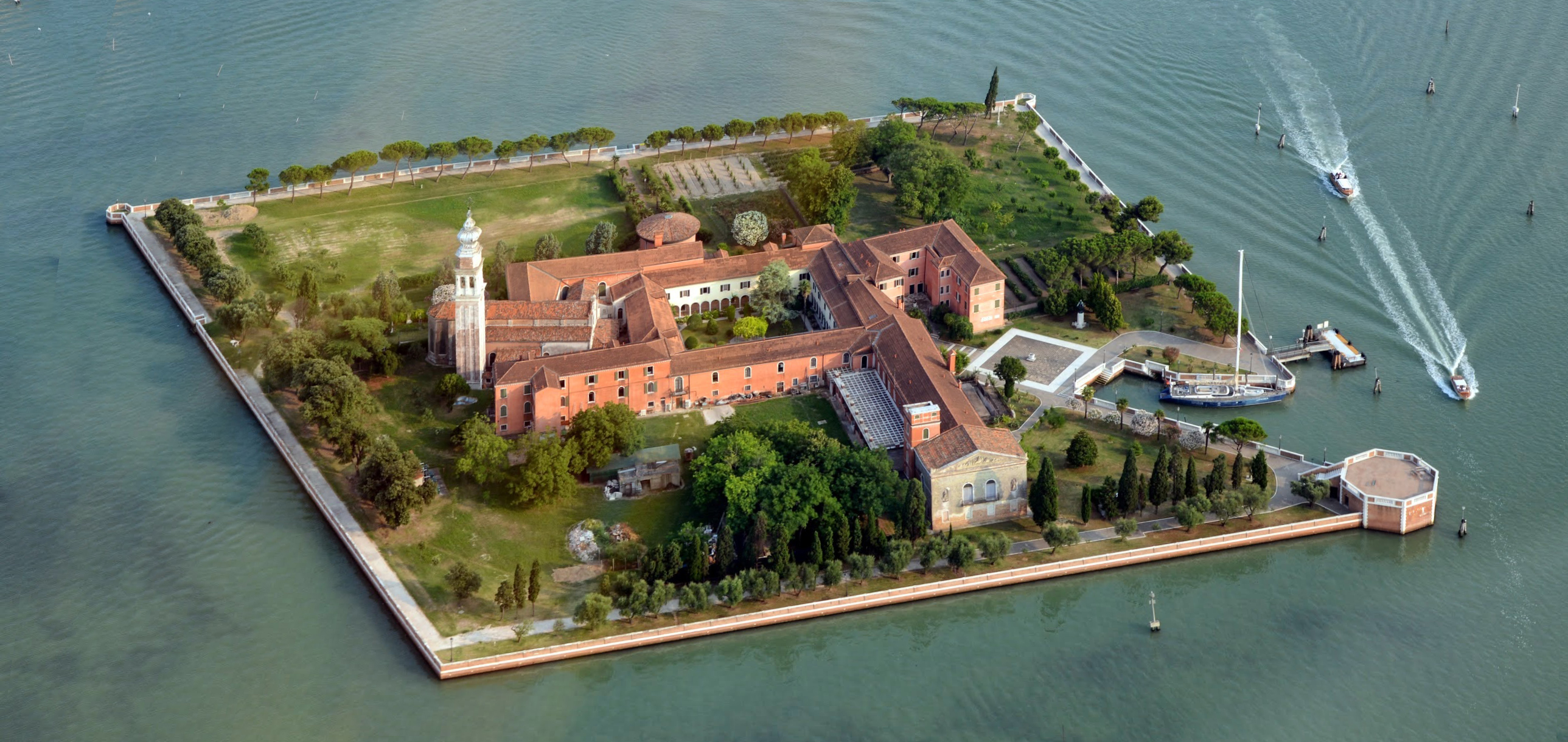
«جزیره لازار مقدس»